# 김건희 (2002년)
김건희(한국 한자: 金建熙, 2002년 9월 16일 ~ )는 대한민국의 축구 선수로, 포지션은 센터백이다. 현재 K리그1 인천 유나이티드 FC 소속이다.